# Кольт Кабана
Скотт Колтон (англ. Scott Colton, род. 6 мая 1980, Дирфилд) — американский рестлер, комментатор и подкастер, более известный под своим именем Кольт Каба́на (англ. Colt Cabana). В настоящее время он выступает в All Elite Wrestling (AEW). Кабана — бывший национальный чемпион NWA, также работал в World Wrestling Entertainment (WWE) под именем Скотти Голдман (англ. Scotty Goldman). Кроме того, в выступал в качестве рестлера в маске Мэтта Классика в Wrestling Society X и Chikara.
Кабана начал свою карьеру рестлера на Среднем Западе. В 2000 и 2001 годах он регулярно выступал в Сент-Поле, Миннесота, в Steel Domain Wrestling, часто объединяясь или сталкиваясь с соперником и тогдашним другом Си Эм Панком. Кабана и Панк часто выступали на шоу от Мичигана до Пенсильвании, а также в IWA-Midsouth в Индиане и Иллинойсе. Кабана сделал себе имя, когда перешел в Ring of Honor (ROH), где он стал соперником Панка, а затем объединился с Панком и Эйсом Стилом в группировку Second City Saints. Позже он сформировал с Панком команду, которая дважды выиграла титул командных чемпионов ROH. Он также соперничал с Хомисайдом и тогдашним чемпионом мира Брайаном Дэниелсоном.
Кабана также гастролировал за пределами США, а в конце 2006 года он участвовал в скоротечном шоу Wrestling Society X на канале MTV, где он представлял «старую школу» рестлинга. В 2007 году он покинул ROH и стал выступать в Ohio Valley Wrestling, территории развития World Wrestling Entertainment, где он один раз выиграл телевизионное чемпионство и титул командного чемпиона Юга, один раз с Чарльзом Эвансом и один раз с Шоном Спирсом. Он несколько раз выступал под именем Скотти Голдман в WWE на шоу SmackDown, прежде чем его контракт был расторгнут в феврале 2009 года. Кабана — бывший двукратный чемпион мира в тяжелом весе NWA и бывший однократный чемпион Великобритании в тяжелом весе.

## Ранняя жизнь
Колтон родился в Дирфилде, Иллинойс, в еврейской семье. Он учился в Западном Мичиганском университете и играл в его команде по американскому футболу до окончания университета в 2002 году со степенью в области бизнес-маркетинга.

## Личная жизнь
Во время учебы в Западном Мичиганском университете Колтон подружился с Мэттом Каппотелли, который впоследствии стал участником WWE Tough Enough.
В феврале 2015 года врач WWE Кристофер Аманн подал иск о клевете против Колтона и Фила Брукса (Си Эм Панк) в связи с обвинениями Брукса в медицинской халатности в одном из эпизодов подкаста Колтона. Аманн требовал около 4 миллионов долларов в качестве компенсации и нераскрытую сумму в качестве штрафных убытков. WWE выпустила заявление и видео в поддержку Аманна. Дело дошло до суда в 2018 году, где присяжные вынесли решение в пользу Брукса и Колтона. В августе 2018 года Колтон подал иск против Брукса, обвинив его в нарушении контракта и мошенничестве из-за того, что Брукс якобы согласился, а затем отказался оплатить судебные издержки Колтона по иску Аманна. Колтон требовал 200 000 долларов в качестве возмещения ущерба и еще 1 млн долларов в качестве штрафных санкций. Брукс подал встречный иск против Колтона в июне 2019 года, требуя 600 000 долларов и дополнительные выплаты. Оба иска были урегулированы и прекращены в сентябре 2019 года. По данным PWInsider, урегулирование не предусматривало никакой финансовой компенсации.

## Титулы и достижения
- All American Wrestling
  - AAW Heritage Championship (1 раз)[10]
- All Pro Wrestling
  - APW Worldwide Internet Championship (1 раз)[11]
- All-Star Championship Wrestling / NWA Wisconsin
  - ACW/NWA Wisconsin Heavyweight Championship (1 раз)
- All Star Wrestling
  - ASW People’s Championship (1 раз)
- Championship of Wrestling
  - cOw Manager of Champions Championship (1 раз)[12]
- Christian Wrestling Alliance
  - CWA Heavyweight Championship (1 раз)
- DDT Pro-Wrestling
  - Ironman Heavymetalweight Championship (2 раза)[13]
- Extreme Wrestling Federation
  - EWF Xtreme 8 Tournament (2004)
- Frontier Wrestling Alliance
  - Round Robin Tournament (2005)
- Independent Wrestling Association Mid-South
  - IWA Mid-South Heavyweight Championship (1 раз)[14]
  - ICW/ICWA Tex-Arkana Television Championship (4 раза)[15]
- Insane Championship Wrestling
  - ICW Tag Team Championship (1 раз) — с Градо
- Insane Wrestling Federation
  - IWF Heavyweight Championship (1 раз)
- International Wrestling Cartel
  - IWC World Heavyweight Championship (1 раз)[16]
  - IWC Super Indy Championship (1 раз)[17][18]
  - IWC Super Indy Championship Tournament (2003)
- Juggalo Championship Wrestling
  - JCW Heavyweight Championship (1 раз)
- Landmark Wrestling Federation
  - LWF Heavyweight Championship (1 раз)
- Legend City Wrestling
  - LCW Heavyweight Championship (1 раз)
- Mid-American Wrestling / NWA Mid-American Wrestling
  - MAW Heavyweight Championship (1 раз)[19]
- National Wrestling Alliance
  - Чемпион мира NWA в тяжёлом весе (2 раза)
  - Национальный чемпион NWA (2 раза)
- New Horizon Pro Wrestling
  - Global Conflict Shield Tournament (2010)[20]
- NWA Midwest
  - NWA Illinois Heavyweight Championship (1 раз)[21]
- Nevermore Championship Wrestling
  - NCW World Heavyweight Championship (1 раз)
- Ohio Valley Wrestling
  - OVW Television Championship (1 раз)[22]
  - OVW Southern Tag Team Championship (2 раза) — с Чарльзом Эвансом (1) и Шоном Спирсом (1)[23]
  - OVW Southern Tag Team Championship Tournament (2007) — с Шоном Спирсом[24]
- One Pro Wrestling
  - 1PW Tag Team Championship (1 раз) — с Дарреном Барриджем[25]
- Pro Wrestling Illustrated
  - № 44 в топ 500 рестлеров в рейтинге PWI 500 в 2012[26]
- Pro Wrestling Noah
  - Global Tag League Outstanding Performance Award (2015) — с Крисом Хиро
  - Global Tag League Technique Award (2012) — с Эдди Эдвардсом
  - Global Tag League Technique Award (2014, 2015) — с Крисом Хиро
- Pro Wrestling World-1 Great Lakes
  - World-1 Great Lakes Openweight Championship (1 раз)[27]
  - World-1 Great Lakes Openweight Championship Tournament (2006)
- Professional Championship Wrestling
  - PCW State Champion (1 раз)[28]
- Revolution Championship Wrestling
  - RCW Heavyweight Championship (1 раз)
- Revolution Pro Wrestling
  - RPW British Heavyweight Championship (1 раз)[29]
- Revolución Lucha Libre
  - RLL Absolute Championship (1 раз)[30]
- Ring of Honor
  - Командный чемпион ROH (2 раза) — с Си Эм Панком[31]
- Steel Domain Wrestling
  - SDW Television Championship (1 раз)[15]
- UWA Hardcore Wrestling
  - UWA Canadian Championship (1 раз)
- Wrestling Is Fun
  - Wrestling Is Fun 24/7 Hardcore Championship (1 раз)[32]
- Other titles
  - Jewish North American Championship (1 раз)[33]
  - MCW Tag Team Championship (1 раз) — со Стивом Стоуном
  - MMW Heavyweight Championship (1 раз)
  - PWF Cruiserweight Championship (1 раз)
  - WC Heavyweight Championship (1 раз)